# Alexandru Iacovachi
Alexandru Iacovachi (n. 1876 – d. 1955) a fost un diplomat român și înalt funcționar în Ministerul de Externe de la București, care a îndeplinit funcțiile de ministru plenipotențiar în capitala Poloniei și de secretar de legație la Berlin, Berna și Varșovia.
Memoriile lui s-au păstrat în manuscris, fiind publicate parțial în revista Magazin istoric și în Ziarul Financiar.